# Production Organization Approval
Production Organization Approval (POA) è una certificazione d'impresa in ambito aeronautico che deve essere ottenuta da un'organizzazione di produzione.

## Certificazione
Dal 28 settembre 2003, con l’entrata in vigore della EASA, Regolamento (CE) 216/2008, le ditte di costruzioni aeronautiche che hanno il luogo principale di business in uno degli Stati membri dell'EASA, o associati all'EASA, e che intendono produrre aeromobili, motori, eliche e loro parti e/o equipaggiamenti avvalendosi del privilegio  di eseguire a loro totale responsabilità i controlli di produzione e il rilascio delle dichiarazioni di conformità
(EASA form 1/Form 52 / Form 53) dei prodotti/parti/ equipaggiamenti tipicamente effettuati dall’EASA, devono soddisfare i requisiti contenuti nella Parte 21, annessa al Regolamento (UE) 748/2012, Sezione A  Sottoparte G (ditte di produzione approvate POA).